# Jessica Yu
 (septembre 2023).
La mise en forme du texte ne suit pas les recommandations de Wikipédia : il faut le « wikifier ».
Les points d'amélioration suivants sont les cas les plus fréquents. Le détail des points à revoir est peut-être précisé sur la page de discussion.
- Les titres sont pré-formatés par le logiciel. Ils ne sont ni en capitales, ni en gras.
- Le texte ne doit pas être écrit en capitales (les noms de famille non plus), ni en gras, ni en italique, ni en « petit »…
- Le gras n'est utilisé que pour surligner le titre de l'article dans l'introduction, une seule fois.
- L'italique est rarement utilisé : mots en langue étrangère, titres d'œuvres, noms de bateaux, etc.
- Les citations ne sont pas en italique mais en corps de texte normal. Elles sont entourées par des guillemets français : « et ».
- Les listes à puces sont à éviter, des paragraphes rédigés étant largement préférés. Les tableaux sont à réserver à la présentation de données structurées (résultats, etc.).
- Les appels de note de bas de page (petits chiffres en exposant, introduits par l'outil «  Source ») sont à placer entre la fin de phrase et le point final[comme ça].
- Les liens internes (vers d'autres articles de Wikipédia) sont à choisir avec parcimonie. Créez des liens vers des articles approfondissant le sujet. Les termes génériques sans rapport avec le sujet sont à éviter, ainsi que les répétitions de liens vers un même terme.
- Les liens externes sont à placer uniquement dans une section « Liens externes », à la fin de l'article. Ces liens sont à choisir avec parcimonie suivant les règles définies. Si un lien sert de source à l'article, son insertion dans le texte est à faire par les notes de bas de page.
- La présentation des références doit suivre les conventions bibliographiques. Il est recommandé d'utiliser les modèles {{Ouvrage}}, {{Chapitre}}, {{Article}}, {{Lien web}} et/ou {{Bibliographie}}. Le mode d'édition visuel peut mettre en forme automatiquement les références.
- Insérer une infobox (cadre d'informations à droite) n'est pas obligatoire pour parachever la mise en page.

Pour une aide détaillée, merci de consulter Aide:Wikification.
Si vous pensez que ces points ont été résolus, vous pouvez retirer ce bandeau et améliorer la mise en forme d'un autre article.
Jessica Lingmin Yu, dite Jessica Yu, née le 14 février 1966, est une réalisatrice, écrivaine, productrice et monteuse américaine. Elle a notamment réalisé des films documentaires, des films dramatiques ainsi que des épisodes de séries télévisées.
Jessica Yu remporte l'Oscar du meilleur court métrage documentaire en 1996 pour Breathing Lessons: The Life and Work of Mark O'Brien. Son film Last Call at the Oasis (2012) est basé sur Ripple Effect d'Alex Prud'homme. Parmi ses films les plus récents, on retrouve Misconception (2014), ForEveryone.Net (2016), un film documentaire sur l'inventeur du World Wide Web, Tim Berners-Lee, et une comédie Netflix nommée Maria Bamford: Old Baby (2017). En 2019, Jessica Yu est nomimée aux Emmy Awards pour le Primetime Emmy Award de la meilleure réalisation pour une mini-série ou un téléfilm pour son travail sur un épisode de la série Fosse/Verdon.

## Biographie et éducation
Jessica Yu grandit à Los Altos Hills, en Californie. Son père, le Dr Kou-ping Yu, oncologue, est né à Shanghai. Sa mère, Connie Young Yu, écrivaine et historienne, est une californienne de troisième génération.
Yu est diplômé du Gunn High School de Palo Alto. Elle est journaliste pour le journal de l'école, The Oracle.
Elle fréquente ensuite l'Université Yale, où elle est deux fois All-America de la NCAA et trois fois All-Ivy en escrime. En tant que fleurettiste de classe mondiale, elle est membre de l'équipe mondiale junior et de l'équipe nationale des États-Unis aux Championnats du monde et aux Universiades. Elle est diplômée de Yale avec la mention summa cum laude, au sein de la fratrie Phi Beta Kappa.

## Carrière
Après avoir obtenu son diplôme, Jessica Yu a initialement voulu poursuivre des études de droit comme ses pairs. Cependant, son père l’en a découragée. Elle découvre la production cinématographique en recherchant un emploi offrant des horaires flexibles pour lui permettre de concourir en escrime. Elle débute comme assistante de production en 1989 sur quelques publicités. Lorsqu’elle commence à travailler dans le documentaire, elle devient encore plus intriguée par le processus. Elle refuse cependant de fréquenter une école de cinéma et acquiert sa formation cinématographique sur le tas. Elle décrit d'ailleurs son opportunité de réaliser des films comme « le fruit du hasard ». Ses films documentaires présentent comme sujets les problèmes mondiaux auxquels les gens sont confrontés quotidiennement. Ils visent à informer le grand public pour inciter les gens à s'impliquer davantage dans des problématiques quotidiennes telles que la conservation et la régulation de l'eau. En plus des documentaires, elle réalise également des émissions de télévision.

### Années 1990
Jessica Yu commence sa carrière en 1993 avec son court métrage Sour Death Balls, un montage silencieux en noir et blanc des réactions de divers sujets face à des bonbons d'une amertume aveuglante, filmé avec un appareil photo à remontage Bell & Howell. Elle s'inspire des interactions quotidiennes de sa vie, par exemple lorsqu'un enfant offre des bonbons acidulés à la population locale. Yu envoie le court métrage à des festivals de cinéma, notamment au Festival du film de Telluride en 1993. Elle réalise son premier documentaire, Men of Reenaction, en 1994, qui explore les extrêmes des personnes en quête d'authenticité à travers la reconstitution de la guerre civile.
Son œuvre la plus célèbre est son court-métrage Breathing Lessons: The Life and Work of Mark O'Brien, récompensé par un Oscar, qui a pour sujet l'écrivain de Berkeley Mark O'Brien, un poète handicapé doté d'un poumon d'acier,. Le court-métrage fait ses débuts au Sundance Film Festival en 1996 et remporte plusieurs prix, dont le International Documentary Association Achievement Award pour le meilleur documentaire, avant les Oscars.

### Années 2000
Dans les années 2000, la chance de Yu de travailler dans la télévision épisodique se présente lorsqu'elle reçoit une invitation pour devenir apprentie chez John Wells Productions en tant que première participante à leur programme de diversité de réalisateurs. En observant les autres candidats, Yu se sent comme une cobaye : « Si j'échoue, ils ne laisseront plus jamais une autre femme de couleur issue des documentaires faire cela ». Tout en travaillant pour la société de production de Wells, elle commence à réaliser à la télévision des épisodes de séries comme Grey's Anatomy et À la Maison-Blanche, tout en étant encouragée par Wells à exprimer sa vision artistique.
Elle réalise un film de comédie sportive, Ping Pong Playa, en 2007, qui explore la culture familiale asiatique à travers un fils chinois jouant au ping-pong et qui tente de faire ses preuves auprès de sa famille. Ses amis producteurs Joan Huang et Jeff Guo l'approchent avec l'idée de travailler ensemble sur une comédie. Ils estiment que le moment est venu d’avoir un personnage américain d’origine asiatique odieux à l’écran.

### Années 2010
Dans ses documentaires suivants, à savoir Last Call at The Oasis (2011) et Misconception (2014) , Yu s'attache à parler des sujets liés à l'environnement. Last Call at The Oasis aborde la crise de l'eau aux États-Unis, et six mois de travail et de recherches sont nécessaires avant le tournage afin de créer une vue d'ensemble des faits et des menaces de la crise de l'eau.
Last Call at the Oasis inspire Yu à réaliser son documentaire Misconception en 2014, qui dépeint les problèmes de population d'un point de vue individuel. Lors du tournage de Last Call at the Oasis, les gens se sont interrogés sur l'utilité d'agir en faveur de la conservation de l'eau, car ils ne peuvent pas contrôler la croissance démographique qui l'affecte. Son objectif principal est d'aborder ce sujet et de le relier à des histoires émotionnelles, divertissantes et intéressantes.
La majorité de son travail après 2015 se concentrée sur la production et la réalisation télévisuelles. Pour Netflix, elle réalise des épisodes des drames 13 Reasons Why, Hollywood, ainsi que la comédie Old Baby.

### Années 2020
Le travail de Jessica Yu dans les années 2020 comprend la réalisation d'un certain nombre d'épisodes de séries télévisées dramatiques, notamment pour les séries This Is Us, The Morning Show, En analyse et American Horror Story.

## Vie privée
Jessica Yu est mariée à l'auteur Mark Salzman, avec qui elle a eu deux filles, prénomées Ava et Esme. Ils vivent à Los Angeles.
Jessica a une sœur aînée, Jennifer Yu, qui travaille en tant que responsable de publications techniques, ainsi qu'un frère cadet, Martin Yu, qui est acteur.

## Filmographie

### Courts métrages
- 1990 : Rose Kennedy: A Life to Remember (productrice associée)
- 1993 : Sour Deaths Balls (réalisation)
- 1996 : Breathing Lessons: The Life and Work of Mark O'Brien (réalisation, scénario, production et montage)
- 1998 : Better Late (réalisation, scénario et montage)
- 2009 : The Kinda Sutra (réalisation)
- 2012 : Meet Mr. Toilet (réalisation et production)
- 2012 : Focus Forward: Short Films, Big Ideas (réalisation)
- 2014 : We the Economy: 20 Short Films, Big Ideas (réalisation)
- 2016 : James Turrell: You Who Look (réalisation)
- 2016 : ForEveryone.Net (réalisation, scénario et production)

### Cinéma
- 1994 : Maya Lin: A Strong Clear Vision (productrice associée)
- 1994 : The Conductor (réalisation et production)
- 1995 : Picture Bride (scénariste, non-créditée)
- 1996 : Men of Reenaction (réalisation, scénario et montage)
- 1998 :  The Living Museum (réalisation, scénario et montage)
- 2004 : In the Realms of the Unreal (réalisation, scénario, production et montage)
- 2007 : Protagonist (réalisation, scénario, production et montage)
- 2007 : Ping Pong Playa (réalisation et scénario)
- 2012 : Last Call at the Oasis (réalisation, scénario et production)
- 2013 : The Guide (réalisation et montage)
- 2014 : Misconception (réalisation)
- 2017 : Maria Bamford: Old Baby (réalisation)
- 2023 : Quiz Lady (réalisation)

### Télévision
| Année     | Titre                               | Remarques                                     |
| --------- | ----------------------------------- | --------------------------------------------- |
| 2001-2004 | À la Maison-Blanche                 | 3 épisodes                                    |
| 2002      | Urgences                            | Épisode "Aveux difficiles"                    |
| 2003      | Le Protecteur                       | Épisode "Harcèlement"                         |
| 2003      | Mister Sterling                     | Épisode "The Sins of the Father"              |
| 2003      | The Lyon's Den                      | Épisode "Ex"                                  |
| 2004      | Mes plus belles années              | Épisode "Bons baisers de Philadelphia"        |
| 2006-2011 | Grey's Aanatomy                     | 6 épisodes                                    |
| 2012      | Scandal                             | Épisode "Coup d'État"                         |
| 2012-2014 | Parenthood                          | 4 épisodes                                    |
| 2015-2017 | American Crime                      | 3 épisodes                                    |
| 2016      | Castle                              | 2 épisodes                                    |
| 2016      | Lady Dynamite                       | Épisode "Maria Bam Bam Bamford"               |
| 2016      | Pure Genius                         | Épisode "Souvenirs, souvenirs"                |
| 2017      | Ten Days in the Valley              | Épisode "Jour 4 : La fin justifie les moyens" |
| 2017-2019 | 13 Reasons Why                      | 6 épisodes                                    |
| 2018      | I'm Dying Up Here                   | Épisode "Deathbed Confessions"                |
| 2018      | The Affair                          | Épisode "Aux origines"                        |
| 2018      | Sorry for Your Loss                 | Épisode "Jackie O. and Courtney Love"         |
| 2018-2019 | Billions                            | 2 épisodes                                    |
| 2019      | The Rookie : Le Flic de Los Angeles | Épisode "Un air de famille"                   |
| 2019      | Fosse/Verdon                        | Épisode "La Rançon De La Gloire"              |
| 2019      | Bluff City Law                      | Épisode "Retour aux sources"                  |
| 2019      | This Is Us                          | 3 épisodes                                    |
| 2019      | Stumptown                           | Épisode "La liste de nos ennemis"             |
| 2020      | Hollywood                           | Épisode "Une fin Hollywoodienne"              |
| 2020      | Ratched                             | Épisode "Sans attache"                        |
| 2021      | Walker                              | Épisode "Un seul être vous manque"            |
| 2021      | This Is Us                          | Épisode "Une dernière danse"                  |
| 2021      | The Morning Show                    | Épisode "Tuer le veau gras"                   |
| 2022      | This Is Us                          | Épisode "Sans vouloir vous retenir"           |
| 2023      | Citadel                             | 2 épisodes                                    |
| 2023      | American Horror Story: Delicate     |                                               |